# Hán Tuyên Đế
Hán Tuyên Đế (chữ Hán: 漢宣帝; 91 TCN - 49 TCN), húy Lưu Tuân (劉詢), là vị Hoàng đế thứ 10 của nhà Tây Hán trong lịch sử Trung Quốc, trị vì từ năm 74 TCN đến năm 49 TCN, tổng cộng 25 năm. Cuộc đời của ông trước khi lên ngôi đầy ly kỳ và thăng trầm.
Dưới thời gian Hán Tuyên Đế, Triều đại nhà Hán duy trì được sự thịnh trị và mở rộng kinh tế cũng như quân sự. Vì xuất thân từ nhỏ chịu cảnh nghèo nàn, Tuyên Đế biết rõ sự cơ cực của dân chúng, ông cho giảm thuế, giảm nhẹ hình phạt. Với bộ máy quan lại, ông mở mang rộng hơn, chọn những người có tài sung vào làm quan, chính quyền ngày càng vững mạnh. Sử cũ gọi thời đại của ông và Hán Chiêu Đế là Chiêu Tuyên chi trị (昭宣之治).
Ông còn chủ trương thâu tóm quyền lực vào tay mình, bằng việc giảm đi các thế lực ngoại thích công thần, nổi tiếng nhất là việc triệt hạ toàn bộ người nhà của Hoắc Quang (霍光), đại danh thần phò tá cho Hán Chiêu Đế và những năm đầu thời của ông. Dù việc này một phần do họ Hoắc có tham vọng phản loạn khi giết Hứa Hoàng hậu để lập Hoắc Thành Quân làm Hậu và âm mưu tạo phản, nhưng hành động xử tử toàn bộ thân thuộc họ Hoắc của Tuyên Đế vẫn bị sử gia cho rằng ông đã quá tàn nhẫn và thật sự đã bất công với công lao của Hoắc Quang.
Năm 49 TCN, Tuyên Đế băng hà, con trai là Lưu Thích kế vị, tức Hán Nguyên Đế.

## Tiểu sử
Hán Tuyên Đế nguyên danh là Lưu Bệnh Dĩ (劉病已), là cháu 4 đời của Hán Vũ Đế Lưu Triệt, ông nội là Lệ Thái tử Lưu Cứ của Hán Vũ Đế. Cha ông là Lưu Tiến (劉进), con trai của Lệ Thái tử, mẹ là Vương Ông Tu.
Hán Vũ Đế về già tin dùng hoạn quan Giang Sung. Do có hiềm khích, Giang Sung vu hãm mẹ con Vệ Hoàng hậu và Thái tử Lưu Cứ, khiến Thái tử sợ hãi nổi dậy làm loạn không thành và bị giết, đó gọi là án Vu cổ. Cha mẹ Bệnh Dĩ đều bị giết. Hai người chú của Bệnh Dĩ phải tự tử. Vệ Hoàng hậu cũng thắt cổ chết. Tuy nhiên Bệnh Dĩ được tha, chỉ bị hạ ngục, lúc đấy Bệnh Dĩ chỉ mới mấy tháng. Quan coi ngục Bính Cát (丙吉) vốn là thuộc hạ cũ của Thái tử, biết rõ Lệ Thái tử vô tội nên đã cưu mang đứa bé và cho nữ tù Hồ Tổ (胡組) và Quách Trưng Khanh (郭徵卿) làm vú nuôi, còn Bính Cát thường hay đến nhà lao để trông nom. Sau đó Hán Vũ Đế nghe tin có điềm thiên tử trong nhà ngục nên sai người giết sạch phạm nhân, may mà Cát kịp thời cầm chân sứ giả cho đến khi Hán Vũ Đế hối lỗi và thu hồi thu hồi mệnh lệnh. Cát sau đó liền cho Hồ Thị đem Bệnh Dĩ đến Trường An, tìm được mẹ của Thái tử phi là Trinh Quân (貞君) cùng người họ hàng Sử Cung (史恭) vì vậy đã giao Bệnh Dĩ cho Trinh Quân nuôi Bệnh Dĩ hộ. Vài năm sau, Hán Chiêu Đế nghe nói hậu nhân dòng dõi Lệ Thái tử còn sống, bèn cho tìm kiếm và ban chiếu sắc phong Lưu Bệnh Dĩ làm Hoàng trưởng tôn và ra lệnh cho hoạn quan Trương Hạ (張賀) nuôi dưỡng.
Đến năm 76 TCN, Trương Hạ cho Bệnh Dĩ cưới con gái của hoạn quan dưới quyền là Hứa Quảng Hán (許廣漢), sau này trở thành hoàng hậu Hứa Bình Quân. Quảng Hán trước đây lấy nhầm yên ngựa của người khác, bị tội phải chịu cung hình (thiến), lúc đó đã có Hứa Bình Quân. Hứa Bình Quân có nhan sắc, khi này khoảng mười mấy tuổi, được hứa gả cho con trai của Nội giả lệnh Âu Hầu thị, nhưng chưa kịp xuất giá thì người chồng đã chết. Mẹ của Hứa Bình Quân bèn đem con gái dẫn đi coi bói, đoán được rằng Hứa thị tất phải gả cho quý nhân, mẹ của Bình Quân nghe thế mà sung sướng. Trương Hạ nghe nói Hứa Quảng Hán có cô con gái xinh đẹp, bèn nói vào:"Hoàng tằng tôn tuy địa vị bi hèn, nhưng cũng là họ hàng gần của đương kim Hoàng đế, tương lai ít nhất cũng là Quan nội hầu, có thể gửi gắm con gái cho y!", Quảng Hán nghe thế mới xin cưới Bình Quân cho Bệnh Dĩ. Tiền cưới hỏi và sính vật đều do Trương Hạ lo liệu. Bệnh Dĩ được nhà vợ chu cấp, được học Tứ thư, Ngũ kinh và tỏ ra là người thông minh nhạy bén, thỉnh thoảng ông được Hán Chiêu Đế triệu vào chầu. Sau đó được sắc phong làm Dương Võ hầu.
Năm 74 TCN, Hán Chiêu Đế băng hà, không có con trai nối dõi nên đại thần phụ chính Hoắc Quang lập Xương Ấp vương Lưu Hạ lên ngôi. Nhưng Lưu Hạ khi lên ngôi lại ăn chơi sa đọa, chỉ trong 27 ngày đã phạm 1127 điều xấu. Hoắc Quang và triều thần thấy vậy bèn tâu lên Thượng Quan hoàng thái hậu (cũng là cháu ngoại của Hoắc) phế Lưu Hạ và đuổi về nước Xương Ấp. Nhiều đại thần muốn lập Quảng Lăng vương Lưu Tư, anh của Hán Chiêu Đế và con trai duy nhất còn sống của Hán Vũ Đế lên làm vua, nhưng Hoắc Quang không thích Lưu Tư nên quyết lập Dương Võ hầu Lưu Bệnh Dĩ, khi đó 17 tuổi, lên ngôi, trở thành Hán Tuyên Đế trong lịch sử. Lúc đó Lưu Bệnh Dĩ đổi tên thành Lưu Tuân.
Có 3 lý do chính cho việc Hoắc Quang lập Lưu Tuân lên ngôi:
1. Thứ nhất: Lưu Tuân là dòng dõi đích tôn trực hệ của Hán Vũ Đế.
2. Thứ hai: Lưu Tuân còn trẻ và chưa có kinh nghiệm chính trị nên Hoắc Quang có thể dễ dàng kiểm soát hoàng đế, thao túng triều chính.
3. Thứ ba: Lưu Tuân được xem là họ hàng xa của Hoắc Quang (anh cùng cha của ông là Hoắc Khứ Bệnh, cháu Vệ Hoàng hậu, tằng tổ mẫu của Lưu Tuân). Đặc biệt, Lưu Tuân còn mang danh phận con rể của Hoắc Quang (lấy Hoắc Thành Quân) nên ông muốn con gái mình sẽ trở thành Hoàng hậu Đại Hán.

## Cai trị

### Đối nội
Lưu Tuân được sử sách mô tả là người tinh thông Đạo Lão và ít chuộng Nho giáo.
Khi làm vua, Tuyên Đế chú trọng việc dùng người tài, áp dụng những chính sách khoan thứ sức dân, giảm nhẹ các khoản thuế khóa và mở mang giáo dục. Nhờ đó, nhà Hán tiếp tục thời kỳ thịnh trị sau Vũ Đế và Chiêu Đế.
Để củng cố bộ máy hành chính, Tuyên Đế thực hiện tuyển lựa quan lại một cách chặt chẽ, nhất là quận thú các quận và quan lại bậc cao. Mặt khác, ông tăng bổng lộc của các quan bậc thấp lên gấp rưỡi.
Tuy làm được nhiều việc có lợi cho quốc gia nhưng Tuyên Đế cũng phạm phải sai lầm. Ông nghe lời gièm pha và giết hại các hiền thần như Hán Diên Thọ, Triệu Nghiễm Thần, Dương Uẩn, Cái Quảng Tiễn.

### Đối ngoại
Để yên ổn biên giới phía bắc, Tuyên Đế giữ chính sách thân thiện với Hung Nô. Lúc đó Hung Nô xảy ra nội loạn: Thiền vu Hô Hàn Tà bị anh là Chất Chi đánh bại, muốn giao hảo với nhà Hán, bèn viết thư xin gặp Tuyên Đế. Tuyên Đế nhận lời. Khi Hô Hàn Tà đến, ông thân hành ra đón tiếp ngoài thành Trường An và mở yến tiệc chiêu đãi. Sau đó Hô Hàn Tà ở lại Trường An hơn 1 tháng.
Khi Hô Hàn Tà trở về, Hán Tuyên Đế sai 1 vạn quân đi hộ tống về đến tận Mạc Nam và biếu hơn 30 vạn đấu lương.
Nhờ chính sách hòa hoãn của Tuyên Đế, không chỉ Hung Nô mà nhiều quốc gia khác ở Tây Vực cũng thân thiện với nhà Hán.

## Trừ họ Hoắc
Đại thần Hoắc Quang được Hán Vũ Đế ủy nhiệm làm phụ chính qua 3 đời vua, có nhiều công lao và tỏ ra lộng quyền. Ngoài việc đưa cháu gái vào làm vợ Hán Chiêu Đế trước đây, đối với Hán Tuyên Đế, gia đình họ Hoắc cũng tìm cách gây ảnh hưởng để khống chế. Vợ Hoắc Quang mua chuộc ngự y đầu độc giết chết vợ Tuyên Đế là Hoàng hậu Hứa Bình Quân và đưa con gái là Hoắc Thành Quân vào cung thay chỗ. Từ đó uy thế họ Hoắc trong triều càng lớn.
Sau khi Hoắc Quang qua đời, con cháu ông được vào triều làm quan, thế lực ngày một lớn. Tuyên Đế cũng có ý định tiêu diệt để trừ hậu họa và trả thù cho Hứa Hoàng hậu, đã ra lệnh điều tra về cái chết của Hứa Hoàng hậu trước đây và triệt tiêu quyền lực của họ Hoắc, phong Hoắc Vũ làm Đại Tư mã nhưng không có thực quyền, Triệu Bình (con rể Hoắc Quang) cũng bị đoạt binh quyền. Ngoài ra, Tuyên Đế còn thay hết toàn bộ cấm quân trong cung Vị Ương và Trường Nhạc để đề phòng.
Gia tộc họ Hoắc lo sợ tìm cách trả thù, lên kế hoạch giết Lưu Thích, Thừa tướng Ngụy Tương và Xương Thành quân Hứa Quảng Hán (cha Hứa Hoàng hậu) và phế bỏ Tuyên Đế để đưa Hoắc Sơn làm thiên tử.
Tháng 7, năm 66 TCN, việc này bị lộ, Tuyên Đế ra lệnh bắt chém ngay Hoắc Ngẫu, chém ngang lưng Hoắc Vũ (anh của Hoắc Thành Quân) và bắt Hoắc Sơn, Hoắc Vân tự sát. Toàn bộ gia tộc họ Hoắc bị giết hại, chỉ còn người con rể của Hoắc Quang là Kim Thưởng do biết việc tố cáo nên được xá miễn. Hoàng hậu Hoắc Thành Quân bị phế, đày vào cung Chiêu Thái, đến năm 56 TCN thì tự sát. Tổng cộng, trong vụ án họ Hoắc, có tới hơn 1000 người bị liên lụy và bị sát hại. Còn thi thể Hoắc Quang bị chuyển sang Chu Liên.
Về sau dưới thời Hán Bình Đế, năm 2, để tưởng nhớ Hoắc Quang, Bình Đế đã phong cho người cháu chắt của em ông là Hoắc Dương làm Bác Lục hầu để lo việc tế tự cho ông.

## Qua đời
Năm 49 TCN, Hán Tuyên Đế băng hà, hưởng dương 42 tuổi. Ông ở ngôi 25 năm, dùng các niên hiệu:
- Nguyên Bình (74 TCN) [6]
- Bản Thủy (本始, 73-70 TCN)
- Địa Tiết (地节, 69-66 TCN)
- Nguyên Khang (元康, 65-61 TCN)
- Thần Tước (神爵, 61-58 TCN) [7]
- Ngũ Phượng (五凤, 57-54 TCN)
- Cam Lộ (甘露, 53-50 TCN)
- Hoàng Long (黄龙, 49 TCN)

Ông được tôn miếu hiệu là Trung Tông (中宗), thụy hiệu là Hiếu Tuyên Hoàng đế (孝宣皇帝), thường gọi là Hán Tuyên Đế.
Hán Tuyên Đế mất, Thái tử Lưu Thích năm đó 27 tuổi lên ngôi, tức là Hán Nguyên Đế.

## Gia quyến
- Thân phụ: Điệu hoàng khảo Lưu Tiến (悼皇考刘进, 113 TCN - 91 TCN), con Lệ thái tử Lưu Cứ thời Hán Vũ Đế, bị xử trảm vì hoạn Vu cổ.
- Thân mẫu: Điệu Hoàng hậu Vương Ông Tu (悼皇后王翁须, ? - 91 TCN).
- Hậu phi:

1. Cung Ai Hứa Hoàng hậu (恭哀许皇后, 89 TCN - 71 TCN), tên gọi Hứa Bình Quân (许平君), người Xương Ấp, con gái của Hứa Quảng Hán (許廣漢). Sơ phong Tiệp dư (婕妤), sau phong Hoàng hậu. Bà bị nhà họ Hoắc ám hại, sau Hán Tuyên Đế vì trả thù cho bà mà xử tử cả họ. Sinh ra Hán Nguyên Đế Lưu Thích.
2. Phế Hoàng hậu Hoắc Thành Quân (霍成君, 87 TCN - 54 TCN), con gái đại danh thần Hoắc Quang. Bị phế năm 66 TCN do liên quan vụ án nhà họ Hoắc, Tuyên Đế ra chỉ giam vào lãnh cung, về sau bị buộc tự sát.
3. Hiếu Tuyên Vương Hoàng hậu (孝宣王皇后, ? - 16 TCN), con gái của Quan nội hầu Vương Phụng Quang (王奉光). Thời Nguyên Đế được tôn làm Cung Thành Thái hậu (邛成太后).
4. Trương tiệp dư (張婕妤).
5. Vệ tiệp dư (衛婕妤).
6. Công Tôn tiệp dư (公孫婕妤), sau tôn phong làm Đông Bình vương Thái hậu (東平王太后).
7. Nhung tiệp dư (戎婕妤), sau tôn phong làm Trung Sơn vương Thái hậu (中山王太后).
8. Hoa tiệp dư (華婕妤).
9. Lương mỹ nhân (梁美人).

- Hoàng tử:

1. Hán Nguyên Đế Lưu Thích (劉詢), mẹ Hứa Hoàng hậu
2. Hoài Dương Hiến vương Lưu Khâm (淮阳宪王劉欽; ? - 27 TCN), mẹ Trương tiệp dư.
3. Sở Hiếu vương Lưu Hiêu (楚孝王劉囂; ? - 25 TCN), mẹ Vệ tiệp dư.
4. Đông Bình Tư vương Lưu Vũ (东平思王劉宇; ? - 19 TCN), mẹ Công Tôn tiệp dư.
5. Trung Sơn Ai vương Lưu Cánh (中山哀王劉竟; ? - 35 TCN), mẹ Nhung tiệp dư.

- Hoàng nữ:

1. Quán Đào Công chúa Lưu Thi (館陶公主劉施), mẹ là Hoa tiệp dư, sau Hoắc Hoàng hậu nhận nuôi. Hạ giá Vu Vĩnh (于永), là con trai của Thừa tướng Vu Định Quốc (于定国).
2. Kính Vũ Công chúa (敬武公主), mẹ không rõ. hạ giá Trương lâm (張臨), tằng tôn của Trương An Thế (張安世); sinh hạ Trương Phóng (张放). Sau Trương Lâm chết, tái giá Triệu Khâm (赵钦), là cháu của Triệu Sung Quốc (赵充国). Triệu Lâm chết, lại tái giá Tiết Tuyên (薛宣). Về sau Tiết Tuyên bị tội, miễn tước hầu và quay về Cố quận, công chúa được lưu lại kinh sư. Vương Mãng chuyên quyền, công chúa dị nghị Mãng khiến Mãng hạ sát Công chúa.